# Fritz Volkers
Friedrich „Fritz“ Volkers (* 28. Mai 1868 in Düsseldorf; † 7. Februar 1944 in Fischenich, Landkreis Köln) war ein deutscher Pferdemaler der Düsseldorfer Schule.

## Leben

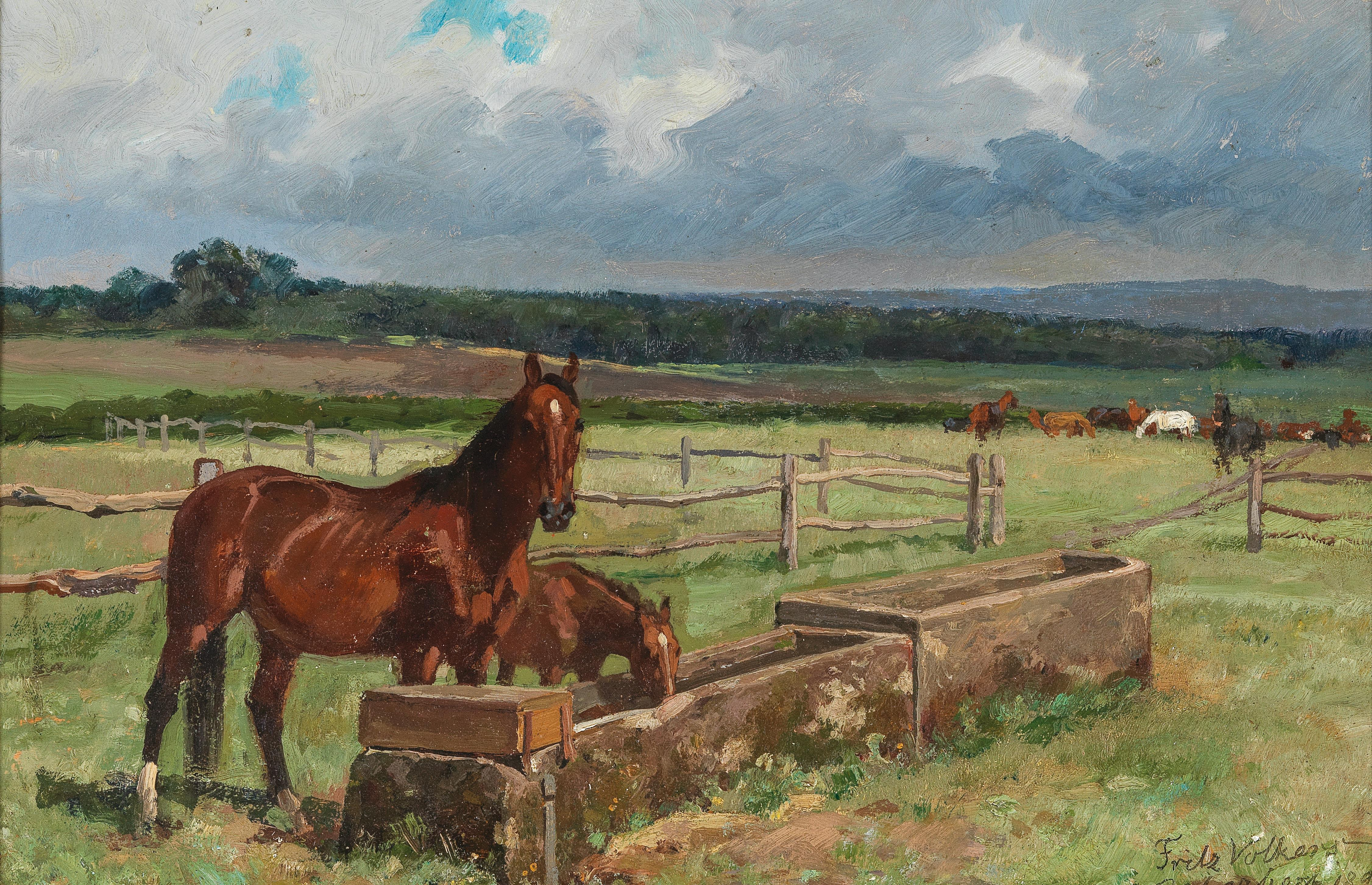
Fritz Volkers: Pferdekoppel mit Tränke, 1892

Fritz Volkers, Sohn des Pferdemalers Emil Volkers, nahm wie seine Brüder Karl und Max Unterricht bei seinem Vater und an der Kunstakademie Düsseldorf, die er von 1883 bis 1887 besuchte. Dort waren Adolf Schill, Hugo Crola, Heinrich Lauenstein und Peter Janssen der Ältere seine Lehrer. Wie sein Vater und sein Zwillingsbruder Karl wurde Volkers ein ausgewiesener Pferdemaler. Seine Motive fand er in Rennställen und auf Rennplätzen Deutschlands, insbesondere in Hoppegarten bei Berlin.